# QueenArrow
Sylvia Gathoni Wahome, más conocida en línea como QueenArrow, (5 de julio de 1998), es una abogada, jugadora de deportes electrónicos y creadora de contenidos keniata. Comenzó su carrera competitiva en 2017 y se especializa en videojuegos de lucha, principalmente en la serie Tekken. En 2018, se convirtió en la primera mujer de África Oriental en ser fichada por un equipo profesional de deportes electrónicos cuando se unió a la organización estadounidense XiT Woundz (también conocida como XiT Gaming), y en 2022, fue incluida en la lista Forbes Africa 30 Under 30.

## Trayectoria
Gathoni comenzó a jugar videojuegos a la edad de tres años, influenciada por su hermano mayor y su primo. Se inició con Super Mario, Contra y Tapper, pero luego pasó a los videojuegos de lucha, en particular Mortal Kombat y Street Fighter. Conoció Tekken después de que su padre le comprara una consola PlayStation 2.
En 2017 comenzó su carrera competitiva con el torneo Mortal Kombat XL en la edición inaugural de la Convención de Juegos de África Oriental, terminando en cuarto lugar. En enero de 2018, comenzó a competir en una liga local de Tekken conocida como Tekken 254 Circuit (después conocida como Savanna Circuit), ocupando el puesto decimonoveno y decimoséptimo, en las temporadas uno y dos respectivamente.
En mayo de 2018, fue fichada por XiT Woundz (también conocida como XiT Gaming), una organización de deportes electrónicos con sede en Nueva Jersey, convirtiéndose en la primera keniana y la primera mujer en África Oriental en ser fichada por un equipo profesional de deportes electrónicos. Un año más tarde, en octubre de 2019, obtuvo su primera victoria en un torneo importante en la etapa Nyeri del Safaricom Blaze Esports Tour. En enero de 2020, dejó XiT Woundz para unirse al equipo británico Brutal Democracy, anunciando su salida en agosto del mismo año. El equipo estadounidense de deportes electrónicos UYU anunció en febrero de 2021, la incorporación de Gathoni como parte de su equipo de contenido.
Se graduó como Licenciada en Derecho por la Universidad Católica de África Oriental, en octubre de 2021, y en marzo de 2022, se unió a la Facultad de Derecho de Kenia para obtener su diploma de posgrado en Derecho.
Gathoni fue presentada el 17 de octubre de 2022 como atleta patrocinada por Red Bull, convirtiéndose en la primera atleta keniana de cualquier disciplina en hacerlo. Al año siguiente, en marzo de 2023, se unió al equipo sudafricano de deportes electrónicos NIBBLE.

## Reconocimientos
En 2018, se convirtió en la primera keniata y mujer de África Oriental en ser fichada por un equipo profesional de deportes electrónicos cuando se unió a la organización estadounidense XiT Woundz (también conocida como XiT Gaming).
En junio de 2022 fue incluida en la lista Forbes Africa 30 Under 30. Ese mismo año, se convirtió en la primera atleta keniana de cualquier disciplina, patrocinada por Red Bull.

## Competiciones y récords

### Tekken 254 Circuit / Savanna Circuit
| Año  | Torneo                               | Juego            | Ubicación                         | Puesto        |
| ---- | ------------------------------------ | ---------------- | --------------------------------- | ------------- |
| 2017 | East African Gaming Convention       | Mortal Kombat XL | Nairobi, Kenia                    | 4º            |
| 2019 | Safaricom Blaze Esports Tour (Nyeri) | Tekken 7         | Nyeri, Kenia                      | 1º            |
| 2021 | Red Bull Hit the Streets             | Tekken 7         | Johannesburgo, Sudáfrica          | 5º            |
| 2022 | CANOC Esports Series                 | Tekken 7         | Pointe-à-Pitre                    | 5º (mixto)    |
| 2022 | CANOC Esports Series                 | Tekken 7         | Pointe-à-Pitre                    | 1º (femenino) |
| 2023 | EVO Las Vegas                        | Tekken 7         | Las Vegas, Nevada, Estados Unidos | 193º          |
| 2023 | Kenya Universities Esports League    | Tekken 7         | Nairobi, Kenia                    | 3º            |
| 2024 | Final Round                          | Tekken 7         | Nairobi, Kenia                    | 5º            |
| 2024 | First Blood                          | Tekken 8         | Nairobi, Kenia                    | 4º            |
| 2024 | King of the Iron Fist 2              | Tekken 8         | Nairobi, Kenia                    |               |

| Año  | Temporada                       | Juego    | Rango | Árbitro |
| ---- | ------------------------------- | -------- | ----- | ------- |
| 2018 | Season One                      | Tekken 7 | 19º   | [ 21 ]  |
| 2018 | Season Two (Premier Division)   | Tekken 7 | 17º   | [ 22 ]  |
| 2019 | Season Three (Premier Division) | Tekken 7 | 19º   | [ 23 ]  |